# SV Odin von 1905
Der SV Odin von 1905 ist ein Sportverein in Hannover, der vor allem durch seine Rugby-Abteilung Berühmtheit erlangte. Benannt ist der Verein nach dem Hauptgott Odin in der nordisch-germanischen Mythologie. Seine Spielplätze hat der 1905 gegründete Verein, der seinen Mitgliedern verschiedene Sportarten von Aerobic bis Wandern bietet, nahe dem Großen Garten in Herrenhausen, unter der Adresse An der Graft 1.

## Rugby

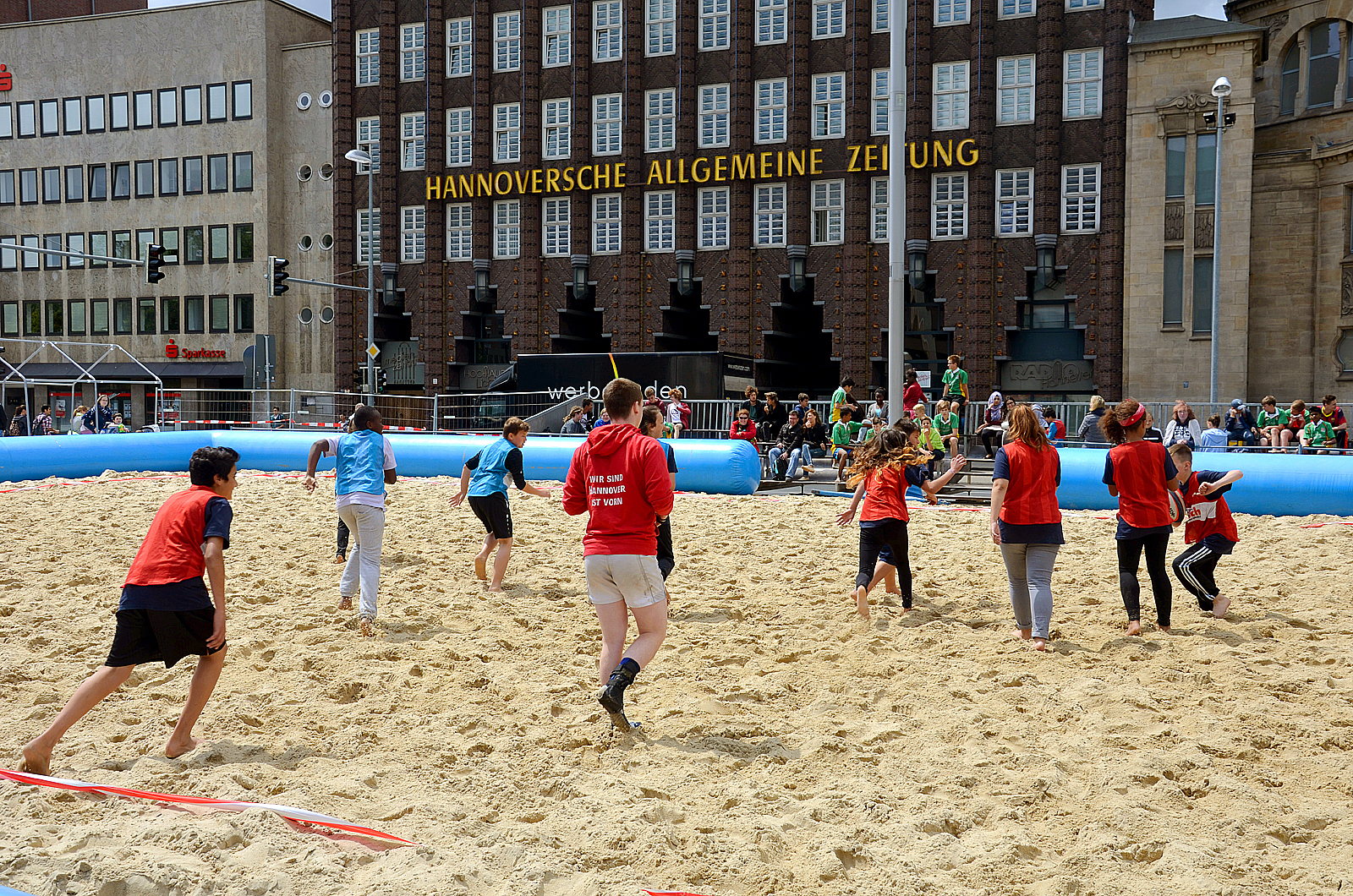
Die vom SV Odin organisierte Dritte offene Deutsche Beachrugby-Meisterschaft, Hannover City Cup summer games 2015 vor dem Anzeiger-Hochhaus in Hannover

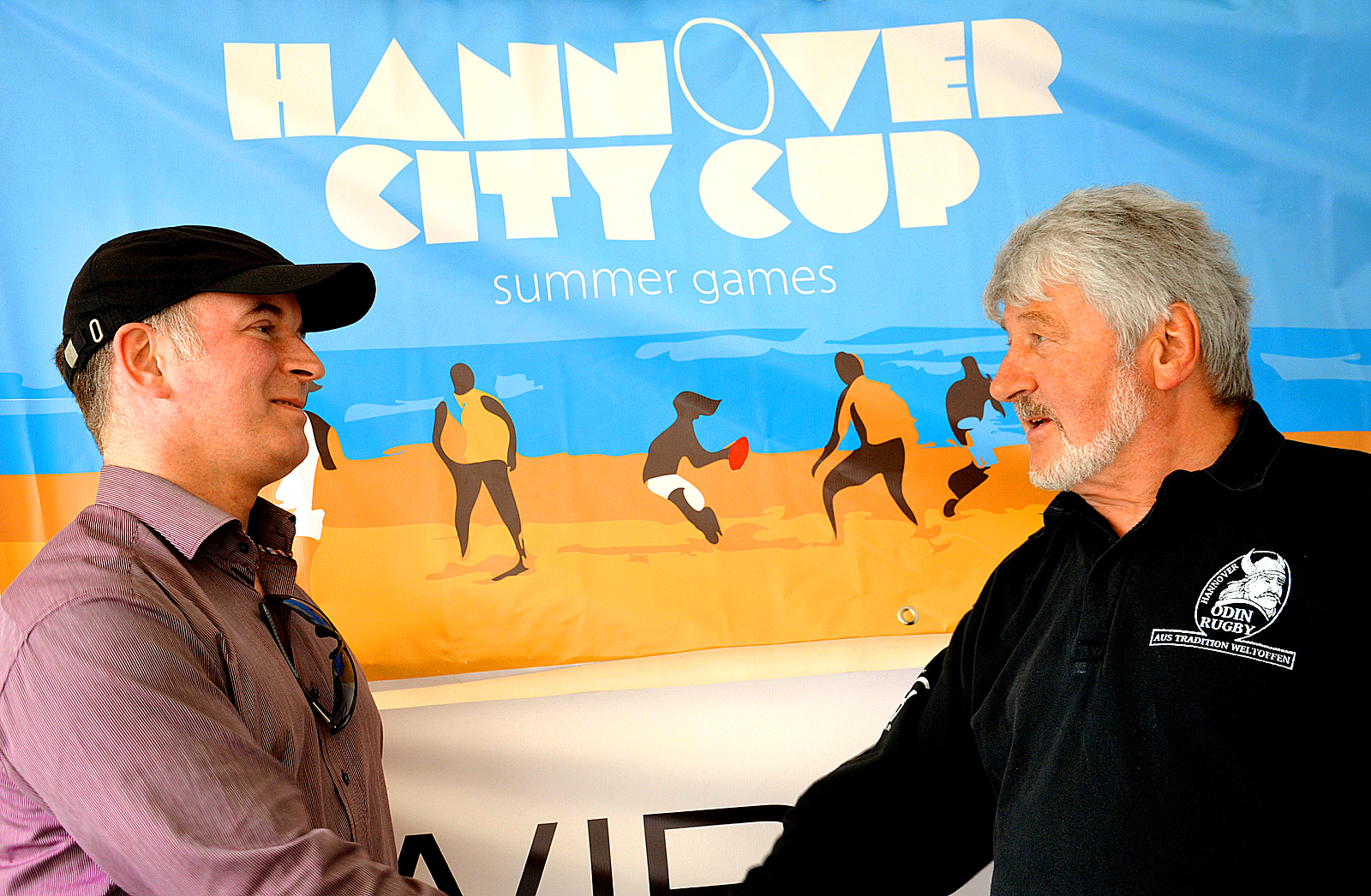
Horst Josch (rechts) 2015 mit dem Bezirksbürgermeister Michael Sandow vor dem Transparent zu den Hannover City Cup summer games

Der SV Odin war Gründungsmitglied der Rugby-Bundesliga (1971/72). Von 1997 bis 2011 spielte die Mannschaft in der 2. Bundesliga Nord und erreichte 2006/07 den dritten Platz. Seit der Saison 2011/12 spielt die 1. Herrenmannschaft in der Regionalliga Nord.

### Erfolge bei deutschen Meisterschaften
Die Hannoveraner erreichten sechsmal das Finale um die deutsche Meisterschaft. Von den sechs Teilnahmen wurden fünf gewonnen, vier davon zu null.
Vizemeister
- 1910: 0:3 gegen SC Frankfurt 1880 in Hannover

Deutscher Meister
- 1920: 3:0 gegen SC Frankfurt 1880 in Hannover
- 1930: 13:0 gegen RG Heidelberg in Hannover
- 1931: 38:0 gegen SC Frankfurt 1880 in Heidelberg
- 1961: 5:0 gegen SC Neuenheim in Heidelberg
- 1963: 11:3 gegen TSV Handschuhsheim in Berlin

Außerdem konnte die Mannschaft die ersten beiden Finals um den DRV-Pokal 1962 und 1963 gewinnen; jeweils im Derby gegen den TSV Victoria Linden aus Hannover-Linden. 1967 und 1968 gab es im Finale zwei Niederlagen gegen die RG Heidelberg und gegen den SC Germania List.
1989 spielte man im Finale um den Ligapokal gegen den FC Schwalbe Hannover. Odin verlor mit 16:23.

## Pétanque
Die Bouleabteilung des SV Odin Hannover ist Gründungsmitglied der 2007 erstmals gestarteten Deutschen Pétanque-Bundesliga (DPB) und gehörte dieser bis 2009 an. Im Gründungsjahr erreichte Odin den 2. Platz. Bei den zuvor ausgetragenen Deutschen Mannschaftsmeisterschaft gewann Odin den Titel im Jahr 2003 und 2004 und war damit für den CEP-EuroCup startberechtigt. In diesem Wettbewerb erreichte das Team 2004 die Endrunde der letzten vier.
Neben Jan Garner gehörten viele weitere Spieler der Pétanque-Abteilung zum National-Kader des Deutschen Pétanque Verbands und gewannen in verschiedenen Formationen bei Deutschen Pétanque-Meisterschaften bzw. erreichten gute Platzierungen.